# Swante Fleetwood
Swante Miles Fleetwood, född 6 maj 1896 i Gillberga socken i Värmland, död 29 mars 1957 i Stockholm, var en svensk friherre, militär, hovman och idrottsledare.

## Biografi
Swante Fleetwood var son till överstelöjtnanten Gustaf Miles Christoffer Fleetwood. Han blev fänrik vid Svea livgarde 1917, studerade vid universitetet i Montpellier 1919–1920, blev löjtnant 1920 och tjänstgjorde som biträde hos militärattachén vid beskickningen i Paris 1923. Fleetwood övergick till övergångsstat och utnämndes till kapten 1932. Han var sekreterare i Svenska Velocipedförbundet 1925 och ordförande där 1926–1927, kanslichef hos Skidfrämjandet 1930–1936 och blev VD där 1936. Han innehade även en rad styrelseuppdrag inom olika idrottsorganisationer. 1942 blev Fleetwood ordförande i Svenska turisthotellens riksförbund och styrelseledamot i Sveriges centrala hotell- och restaurantförening.
Fleetwood var chef för hovförvaltningen på Haga slott 1947–1951, hovintendent från 1949 och var från 1951 tjänstgörande kammarherre hos prinsessan Sibylla. Fleetwood är begravd på Norra begravningsplatsen utanför Stockholm.